# Cortes de Valladolid

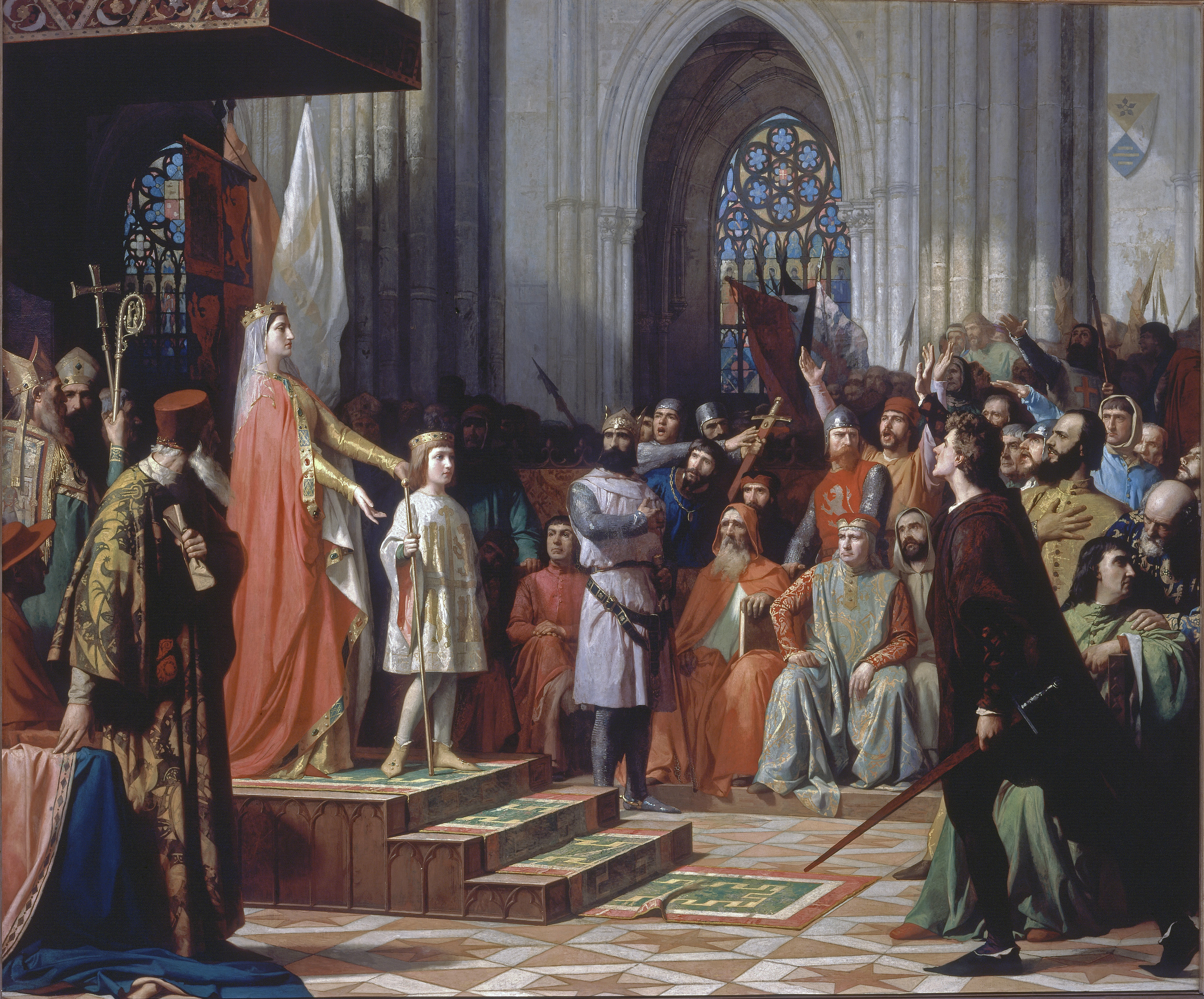
María de Molina presenta a su hijo Fernando IV en las Cortes de Valladolid de 1295. Óleo sobre lienzo de Antonio Gisbert Pérez. 1863. Congreso de los Diputados.

Territorios representados por las ciudades con voto en las Cortes de Castilla en el siglo XVI (en amarillo
la provincia de Valladolid).

Cortes de Valladolid es la denominación historiográfica de las reuniones de las Cortes de Castilla que tuvieron lugar en la ciudad de Valladolid, ciudad que, por otro lado era una de las diecisiete que mandaban procuradores a las reuniones de Cortes, allí donde fuera que se convocaran.

## Historia
El hecho de ser tan numerosas las convocatorias de las Cortes que tuvieron lugar en esta ciudad era consecuencia de la especial frecuencia con que en ella se disponía la presencia de la corte itinerante a lo largo de la Edad Media y la primera mitad del siglo XVI, hasta la fijación de la capitalidad en Madrid en 1561. La existencia en Valladolid de una institución fija de la monarquía, la Real Audiencia de Valladolid, no implicaba la celebración de Cortes, pues sus funciones eran otras.
Cuando el Duque de Lerma trasladó la Corte a Valladolid durante un breve periodo (1601-1606, capitalidad de Valladolid) volvieron a celebrarse Cortes en ella.
Las principales reuniones de Cortes en Valladolid fueron: 
- Cortes de Valladolid de 1293
- Cortes de Valladolid de 1295
- Cortes de Valladolid de 1298
- Cortes de Valladolid de 1299
- Cortes de Valladolid de 1300
- Cortes de Valladolid de 1307
- Cortes de Valladolid de 1312
- Cortes de Valladolid de 1322
- Cortes de Valladolid de 1325
- Cortes de Valladolid de 1351
- Cortes de Valladolid de 1385
- Cortes de Valladolid de 1393
- Cortes de Valladolid de 1403
- Cortes de Valladolid de 1411
- Cortes de Valladolid de 1420
- Cortes de Valladolid de 1430
- Cortes de Valladolid de 1442
- Cortes de Valladolid de 1451
- Cortes de Valladolid de 1452
- Cortes de Valladolid de 1453
- Cortes de Valladolid de 1455
- Cortes de Valladolid de 1458
- Cortes de Valladolid de 1465
- Cortes de Valladolid de 1475
- Cortes de Valladolid de 1480
- Cortes de Valladolid de 1481
- Cortes de Valladolid de 1498
- Cortes de Valladolid de 1506
- Cortes de Valladolid de 1518
- Cortes de Valladolid de 1523
- Cortes de Valladolid de 1537
- Cortes de Valladolid de 1544
- Cortes de Valladolid de 1548
- Cortes de Valladolid de 1555
- Cortes de Valladolid de 1558
- Cortes de Valladolid de 1563
- Cortes de Valladolid de 1565
- Cortes de Valladolid de 1568
- Cortes de Valladolid de 1573
- Cortes de Valladolid de 1582
- Cortes de Valladolid de 1585
- Cortes de Valladolid de 1588
- Cortes de Valladolid de 1593
- Cortes de Valladolid de 1595
- Cortes de Valladolid de 1598
- Cortes de Valladolid de 1601